# Daphne Blake
Daphné Blake est un personnage de fiction de la franchise Scooby-Doo, créée en 1969 par le studio Hanna-Barbera Productions.
Membre du groupe de détectives amateurs Mystère et Cie (Mystery, Inc. en version originale) et issue d'une famille nombreuse et aisée, Daphné est reconnaissable par sa couleur fétiche, le lavande. Elle est l'un des personnages, avec Scooby-Doo et Sammy Rogers, qui apparaît le plus dans la franchise.

## Création et bases du personnage
Pour la création du personnage, Hanna-Barbera Productions s'est inspiré du personnage de Dobie Gillis, interprétée par Tuesday Weld dans la série télévisée du même titre. Dans la première série d'animation, elle est le stéréotype de la demoiselle en détresse, Daphné étant régulièrement capturée (et souvent ligotée et bâillonnée) par les nombreux méchants que le groupe affronte. À la pointe de la mode, elle est également maladroite car elle essaye de prouver qu'elle n'est pas une jeune fille superficielle. Elle prend toujours soin de son apparence et son sac à main contient toute sorte d'accessoires de mode qu'elle utilise parfois contre les méchants.
Néanmoins, au fur et à mesure que la franchise avance, le personnage s'éloigne de ce stéréotype considéré comme sexiste. Elle garde certaines de ses facettes, comme son goût pour le style, mais devient plus forte et indépendante. Le personnage devient également plus intelligent et aide à résoudre de nombreuses énigmes.
Selon les versions, les origines et histoires des personnages sont différentes, néanmoins, Daphné est toujours représentée comme issue d'une famille riche et nombreuses, avec des membres partout dans le monde.

## Biographie

### Famille
Daphné est la fille de George Robert Nedley Blake et Elizabeth Maxwell-Blake (Barty Blake et Nan Blake dans Scooby-Doo : Mystères associés). Elle a quatre sœurs : Daisy, qui est médecin ; Dawn, qui est mannequin ; Dorothy, une conductrice automobile ; et Delilah, une marine, et un frère Jacob.
Elle a deux oncles paternels : Matt Blake, qui gère un ranch ; et Thornton Blake V, qui gère un golf. Elle a également un oncle maternel, John Maxwell, qui est réalisateur, et une tante, Olivia Dervy. Dans Scooby-Doo et Compagnie, on découvre également qu'elle a un autre oncle (ami de famille), lequel n'est nul autre qu'Alfred Pennyworth, le majordome de Bruce Wayne, alias Batman
Daphne a cinq cousins : Jennifer ; Danica LaBlake, une mannequin française ; Shannon Blake, une écossaise ; ainsi que Anna et Anne Blake.
Sa famille compte également une aïeule pirate : Amélia Rose Blake dite "Ginger Furz" (Le fantôme de Barbe-à-Gauche, Trop cool, Scooby-Doo ! S02E26).

### Autour du personnage
Selon les versions, les origines et histoires de Daphné peuvent varier.
D'après les courts-métrages Scooby-Doo: Behind the Scenes, Daphné rêvait de devenir mannequin et détective enfant. La jeune fille étant issue d'une famille très riche, les premières enquêtes de Mystère et Cie ainsi que leurs camion, la Mystery Machine, ont été financés par le père de Daphne.
Dans les années 1980, la franchise se concentre sur les personnages de Scooby-Doo, Sammy Rogers et Scrappy-Doo. Mettant de côté Daphne, Vera et Fred. Néanmoins, Daphné fait son retour avec la série d'animation Mystérieusement vôtre, signé Scoubidou en 1983 dans laquelle elle assiste le trio. Mystère et Cie n'existe alors plus vraiment, Vera et Fred ne faisant que de simples apparitions. Elle continue d'aider Scooby-Doo et Sammy par la suite dans Les Treize Fantômes de Scooby-Doo.
Le groupe se reforme à la fin des années 80 avec Scooby-Doo : Agence Toutou Risques qui suit la jeunesse des personnages. La série introduit le majordome de Daphné, Jenkins. Dans cette série, Daphné ne croit pas aux fantômes, aux monstres et au surnaturel.
Dans le film Scooby-Doo sur l'île aux zombies, elle est la présentatrice d'une émission de télévision produite par Fred.
Depuis le début de la franchise, les spectateurs ont souvent cru que Daphné formait un couple avec Fred. Néanmoins, cette relation a été réellement introduite plus tard dans l'histoire de la franchise, notamment dans les films.

## Voix

### Originales
- Indira Stefanianna (en) dans la première saison de Scooby-Doo (1969-70)
- Heather North à partir de la seconde saison de Scooby-Doo jusqu'à Les Treize Fantômes de Scooby-Doo (1970-85) puis dans Johnny Bravo (1997) ainsi que dans les films vidéos Scooby-Doo et le Monstre du Mexique et Scooby-Doo et les Vampires (2003)
- Kellie Martin dans Scooby-Doo : Agence Toutou Risques (1988-91)
- Mary Kay Bergman dans les films vidéos Scooby-Doo sur l'île aux zombies, Scooby-Doo et le Fantôme de la sorcière et Scooby-Doo et les Extraterrestres (1998-2000)
- Grey DeLisle dans les séries et films vidéos depuis Scooby-Doo et la Cybertraque (depuis 2001)
- Amanda Seyfried et Mckenna Grace au cinéma dans le film d'animation Scooby ! (2020)
- Cristina Vee dans les courts-métrages Playmobil (2020)
- Constance Wu dans la série d'animation Velma (depuis 2023)

### Françaises

#### En France
- Claude Chantal à partir de Scooby-Doo jusqu'à la première saison de Scooby-Doo : Agence Toutou Risques (1969-88)
- Kelvine Dumour dans les saisons deux à quatre de Scooby-Doo : Agence Toutou Risques (1989-91)
- Joëlle Guigui dans les séries et films vidéos à partir de Scooby-Doo sur l'île aux zombies jusqu'à Scooby-Doo : La Colonie de la peur (1998-2010)
- Claire Guyot dans les films en prises de vues réelles Scooby-Doo et Scooby-Doo 2 : Les monstres se déchaînent (2002-04)
- Céline Mélloul dans les séries, les films vidéos, les téléfilms en prises de vues réelles et au cinéma depuis Scooby-Doo : Mystères associés (depuis 2010)
- Victoria Grosbois dans le film vidéo en prises de vues réelles Daphne et Vera (2018)

#### Au Québec
- Au Québec, les productions de la franchise sont généralement proposées avec le doublage français de France sauf pour quelques exceptions.
- Camille Cyr-Desmarais dans Scooby-Doo dans l'Île aux zombies (1998)
- Aline Pinsonneault au cinéma dans les films en prises de vues réelles (2002-04) et dans le film d'animation Scooby-Doo : Abracadabra (2010)
- Catherine Proulx-Lemay dans Scooby-Doo : L'Origine du mystère (2009)

## Filmographie du personnage
Sauf indication contraire, les informations mentionnées dans cette section peuvent être confirmées par la base de données cinématographiques IMDb,  présente dans la section « Liens externes ».

### Séries d'animations
- 1969-1970 : Scoubidou / Scooby-Doo / Scooby-Doo, où es-tu ? (Scooby-Doo, Where Are You!)
- 1972-1973 : Fantomatiquement vôtre, signé Scoubidou / Les Grandes Rencontres de Scooby-Doo (The New Scooby-Doo Movies)
- 1976-1978 : Scoubidou Show / Scooby-Doo Show (The Scooby-Doo Show)
- 1979-1980 : Scoubidou et Scrapidou / Les Aventures de Scoubidou et Scrapidou / Scooby-Doo et Scrappy-Doo (Scooby-Doo and Scrappy-Doo)
- 1983-1984 : Mystérieusement vôtre, signé Scoubidou (The New Scooby and Scrappy-Doo Show / The New Scooby-Doo Mysteries)
- 1985 : Les Treize Fantômes de Scooby-Doo (The 13 Ghosts of Scooby-Doo)
- 1988-1991 : Scooby-Doo : Agence Toutou Risques (A Pup Named Scooby-Doo)
- 2002-2006 : Quoi d'neuf Scooby-Doo ? (What's New, Scooby-Doo?)
- 2006-2008 : Daphne est un personnage secondaire dans la série Sammy et Scooby en folie (Shaggy and Scooby-Doo Get a Clue !)
- 2010-2013 : Scooby-Doo : Mystères associés  (Scooby-Doo! Mystery Incorporated)
- 2015-2018 : Trop cool, Scooby-Doo !  (Be Cool, Scooby-Doo!)
- depuis 2019 : Scooby-Doo et Compagnie  (Scooby-Doo And Guess Who?)

### Films d'animations

#### En téléfilm
- 1979 : Scooby-Doo à Hollywood (Scooby-Doo Goes Hollywood) de Ray Patterson

#### En vidéo
- 1998 : Scoubidou sur l'île aux zombies (Scooby-Doo! on Zombie Island) de Hiroshi Aoyama, Kazumi Fukushima et Jim Stentrum
- 1999 : Scoubidou et le Fantôme de la sorcière (Scooby-Doo! and the Witch's Ghost) de Jim Stenstrum
- 2000 : Scoubidou et les Extraterrestres (Scooby-Doo! and the Alien Invaders) de Jim Stenstrum
- 2001 : Scoubidou et la Cybertraque (Scooby-Doo! and the Cyber Chase) de Jim Stenstrum
- 2003 : Scoubidou et les Vampires (Scooby-Doo! and the Legend of the Vampire) de Scott Jeralds
- 2003 : Scoubidou et le Monstre du Mexique (Scooby-Doo! and the Monster of Mexico) de Scott Jeralds
- 2004 : Scoubidou et le Monstre du loch Ness (Scooby-Doo! and the Loch Ness Monster) de Scott Jeralds et Joe Sichta
- 2005 : Aloha, Scooby-Doo ! (Aloha, Scooby-Doo!) de Tim Maltby
- 2005 : Scooby-Doo au pays des pharaons (Scooby Doo! in Where's My Mummy?) de Joe Sichta
- 2006 : Scooby-Doo et le Triangle des Bermudes (Scooby-Doo! Pirates Ahoy!) de Chuck Sheetz
- 2007 : Scooby-Doo : Du sang froid (Chill Out Scooby-Doo!) de Joe Sichta
- 2008 : Scooby-Doo et la Créature des ténèbres (Scooby-Doo! and the Goblin King) de Joe Sichta
- 2009 : Scooby-Doo et le Sabre du samouraï (Scooby-Doo! and the Samurai Sword) de Christopher Berkeley
- 2010 : Scooby-Doo : Abracadabra (Scooby-Doo! Abracadabra-Doo) de Spike Brandt
- 2010 : Scooby-Doo : La Colonie de la peur (Scooby-Doo! Camp Scare) de Ethan Spaulding
- 2011 : Scooby-Doo : La Légende du Phantosaur (Scooby-Doo! Legend of the Phantosaur) de Doug Langdale
- 2012 : Scooby-Doo : Le Chant du vampire (Scooby-Doo! Music of the Vampire) de David Block
- 2012 : Scooby-Doo : Tous en piste (Big Top Scooby-Doo!) de Ben Jones
- 2013 : Scooby-Doo : Blue Falcon, le retour (Scooby-Doo! Mask of the Blue Falcon) de Michael Goguen
- 2013 : Scooby-Doo et la Carte au trésor  (Scooby-Doo! Adventures: The Mystery Map) de Jomac Noph
- 2013 : Scooby-Doo et le Fantôme de l'Opéra (Scooby-Doo! Stage Fright) de Victor Cook
- 2014 : Scooby-Doo et la Folie du catch (Scoooby-Doo! WrestleMania Mystery) de Brandon Vietti
- 2014 : Scooby-Doo : Aventures en Transylvanie (Scooby-Doo! Frankencreepy) de Paul McEvoy
- 2015 : Scooby-Doo et le Monstre de l'espace (Scooby-Doo! Moon Monster Madness) de Paul McEvoy
- 2015 : Scooby-Doo : Rencontre avec Kiss (Scooby-Doo! And Kiss: Rock and Roll Mystery) de Tony Cervone
- 2016 : Scooby-Doo et WWE : La Malédiction du pilote fantôme (Scooby-Doo! and WWE: Curse of the Speed Demon) de Tim Divar
- 2017 : Scooby-Doo : Le Clash des Sammys (Scooby-Doo! Shaggy's Showdown) de Candie Langdale et Doug Langdale
- 2018 : Scooby-Doo et Batman : L'Alliance des héros (Scooby-Doo! & Batman: The Brave and the Bold) de Jake Castorena
- 2018 : Scooby-Doo et le Fantôme gourmand (Scooby-Doo! and the Gourmet Ghost) de Doug Murphy
- 2019 : Scooby-Doo et la Malédiction du 13e fantôme (Scooby-Doo! and the Curse of the 13th Ghost) de Cecilia Aranovich
- 2019 : Scooby-Doo : Retour sur l'île aux zombies (Scooby-Doo! Return to Zombie Island) de Cecilia Aranovich
- 2020 : Joyeux Halloween, Scooby-Doo! (Happy Halloween, Scooby-Doo!) de Maxwell Atoms

#### Au cinéma
- 2020 : Scooby ! (Scoob!) de Tony Cervone

### Prise de vues réelles
| |  |  |
| Sarah Michelle Gellar était l'interprète du personnage au cinéma et Sarah Jeffery dans le film vidéo Daphne et Vera. |  |  |

#### Au cinéma
- 2002 : Scooby-Doo (Scooby-Doo) de Raja Gosnell avec Sarah Michelle Gellar dans le rôle
- 2004 : Scooby-Doo 2 : Les monstres se déchaînent (Scooby Doo 2: Monsters Unleashed) de Raja Gosnell avec Sarah Michelle Gellar et Emily Tennant dans le rôle

#### En téléfilm
- 2009 : Scooby-Doo : Le mystère commence (Scooby-Doo! The Mystery Begins) de Brian Levant avec Kate Melton dans le rôle
- 2010 : Scooby-Doo et le Monstre du lac (Scooby-Doo! Curse of the Lake Monster) de Brian Levant avec Kate Melton dans le rôle

#### En vidéo
- 2018 : Daphne et Vera (Daphne and Velma) de Suzi Yoonessi avec Sarah Jeffery dans le rôle

### Autres apparitions
- 1997 : Dans l'épisode 2 de la première saison de Johnny Bravo
- 2018 : Dans l'épisode 16 de la treizième saison de Supernatural, intitulé Scoobynatural